# 青岛南洋学校
青岛南洋学校，或稱青岛南洋国际学校（South Ocean International School,Qingdao）原坐落于中华人民共和国山东省青岛市黄岛经济技术开发区薛家岛，金沙滩风景区畔。该校建于1999年，由当时南洋教育集团投资所建设，总资产为1.5亿元人民币，学校占地约 300亩，建筑面积近70000平方米。由于南洋教育集团教育储备金问题，在2005年至2006年初在全国各地分校纷纷倒闭，青岛南洋学校未能幸免，至此被黄岛开发区教育局接管，并易名为「开发区致远中学」。2006年9月份，致远中学新校区建成，由此青岛南洋学校被闲置至今，技术上被开发区公安局看守，实际由当地居民和未离开的前南洋老师共同管理。

## 概述
在未倒闭前，被称为华东地区规模最大，现代化程度最高，社会影响最好的学校之一。师资来自全国各地，有获得硕士，博士学位，也有著名的教育学者，拥有中、特技教师数名。学生来自全国各地，主要为华北地区，其中也有韩国，俄罗斯等国际学生。学校拥有极为配套的设施，并有一套当时国内先进的校内网络，同时学生电台、电视台及特长课等，在当时数全国同行之首。
学校其地理位置亦特殊，两面朝海，建筑物坐落于山坡上。其建设巧妙地利用了当地的地形。学校建筑通体为白色和奶黄色，红色顶。绿化面积超过50%，是省级花园式建筑单位。正门前对的金沙滩为亚洲最长的沙滩，是黄岛地区最著名的旅游胜地。从学校高处远眺，可看到灵山岛，竹刹岛，凤凰山，小珠山及青岛西海岸现代建筑。

## 校训
博学博爱，自律自强

## 校刊
該校刊分兩種，一種是集團性的，主要报道集团上层的重要事件和各分校的事件。另一種為青岛南洋学校校刊，主要由学生会负责，除介绍学校重大事件外，还刊登学生文学作品和书画作品。校刊一般在大假的时候由各级部分发到各班级，然后至学生。读者除学生外，主要面向于家长和教育界。

## 电视台
原设在综合楼顶楼，名为“七彩南洋”。电视台由学生组成，通常纪录重要活动或事件。在不定期通过校内电视网络来传播，有主持人。比如2001年秋季小学部举行的学生会竞选活动，由电视台采录候选人演讲并在各班级播放，最后统计选票选举出学生会成员。同时，在举行大型家长会时，电视台会对校长做现场直播，以让不同班级的家长们同时参与到会议中来。